# Marco Petélio Libão
Marco Petélio Libão (em latim: Marcus Poetelius Libo) foi um político da gente Petélia da República Romana eleito cônsul em 314 a.C. com Caio Sulpício Longo.

## Consulado (314 a.C.)
Em 314 a.C., foi eleito novamente cônsul, com Caio Sulpício Longo. Os dois cônsules receberam o comando do exército do ditador Quinto Fábio Máximo Ruliano e cercaram Sora, que conquistaram com a ajuda de um traidor:
| “ | Sora já havia sido capturada quando, na madrugada, os cônsules que aceitaram a rendição dos que, por sorte, ainda estavam vivos na cidade depois do massacre noturno e não fugiram. Foram levados a Roma 225 prisioneiros, indicados pelo povo como os principais responsáveis pelo massacre dos colonos romanos e pela deserção. O resto da população foi deixada incólume em Sora, onde foi instalada uma guarnição armada. Os deportados foram depois mortos a pauladas e decapitados em pleno Fórum. | ” |
|   | — Lívio, Ab Urbe condita IX, 24.. |   |

Logo depois, os dois cônsules lideraram suas forças contra os ausônios e conseguiram capturar as cidades de Ausona, Minturno e Véscia graças à traição de doze nobres ausônios.
Então, sabendo que os habitantes de Lucéria haviam entregue a guarnição romana aos samnitas, o exército marchou para a Apúlia, tomando a cidade no primeiro assalto. O Senado discutiu por um longo tempo o que fazer com a cidade e decidiu, finalmente, enviar 2 500 romanos. No entanto, rumores de uma conspiração entre romanos e habitantes de Capua levou à nomeação de Caio Mênio Públio como ditador, como já havia acontecido em 320 a.C..
Logo depois, os exércitos romanos, conduzidos pelos dois cônsules, enfrentaram os samnitas numa batalha campal na Campânia, não muito longe de Cáudio, conseguindo finalmente uma vitória decisiva:
| “ | Agora os romanos prevaleciam por toda a linha e os samnitas, cessando o combate, foram mortos ou aprisionados, com exceção dos que conseguiram escapar para Malevento, a cidade hoje chamada de Benevento. Segundo a tradição, 30 000 samnitas foram mortos ou aprisionados. | ” |
|   | — Lívio, Ab Urbe condita IX, 27. |   |

Por causa desta vitória, aparentemente apenas Caio Sulpício recebeu um triunfo em Roma.

## Mestre da cavalaria (313 a.C.)
Em 313 a.C., Caio Petélio Libo Visolo foi nomeado ditador pelo Senado para conduzir a campanha contra os samnitas. Depois de escolher Marco Petélio (ou Marco Fólio Flacinador) como seu mestre da cavalaria, liderou o exército romano até Nola.
| “ | O ditador, depois de examinar a posição da cidade, com o objetivo de liberar o acesso às fortificações, mandou incendiar todos os edifícios que estavam adossados à parede externa da muralha e nos quais viviam muitas pessoas. Nola foi aprisionada em pouco tempo. | ” |
|   | — Lívio, Ab Urbe condita IX, 28. |   |

Alguns analistas atribuem o mérito desta campanha ao cônsul Caio Júnio Bubulco Bruto.